# ナクチポックム
ナクチポックム (朝鮮語: 낙지볶음) は朝鮮で一般的な、タコを炒めた料理。ナクチポックンと表記することもある。起源はわずか200年前と比較的新しく、1960年代初頭に初めて紹介された。

## 歴史
ナクチポックムは1960年代に誕生した比較的新しい料理であるが、非常に単純かつ素朴な料理であることから、古来より伝わる料理のように感じられる。ナクチポックムの起源は19世紀であり、当時はタコを主に生で食するか、乾燥させるか、フライパンで焼くかして食べていた。20世紀初頭になると、湯引きタコ（ナクチスッケ）や茹でダコ（ナクチベクス）などの料理が作られていた。この時代、タコは伝統的に健康に良いとされていたため、以前に増して頻繁に消費されるようになった。タコが健康に良いとする言説の正しさは、タコが低カロリー蛋白質と微量栄養素を含むことが現代の栄養科学でも裏付けられている。この流れに乗って、ヨンポタン（タコのお澄まし）やナクチビビンバ（タコと野菜の混ぜご飯）などの他のタコ料理も生み出された。
ナクチポックムの起源については複数の競合する説があるが、1960年代初頭に産みされたソウル市内の地区名にちなんで「武橋洞ナクチポックム」と呼ばれることもある。やがて周辺地域の飲食店がナクチポックムを取り入れ、1970年代終盤までには韓国全土に広まった。
韓国では、ナクチポックムは非常に辛い味付けで供され、「韓国で最も辛い料理」と評されることもある。辛味を和らげるため、貝のスープのほか、冷たいか淡泊な味の副菜が一緒に出されることが多い。

## 調理方法
ナクチポックムは、タコと玉ねぎやネギ、キャベツ、ニンジンなどの野菜を刻んで作られる。タコと野菜はコチュジャン（唐辛子味噌）やコチュカル（唐辛子粉）、醤油、ニンニク、塩、米酢、砂糖で作られた漬け汁と混ぜ合わせる。3時間から一晩漬けたあと、漬けたタコと野菜を一緒に炒める。ナクチポックムをはじめとする朝鮮のタコ料理は、伝統的にスタミナや強さ、頭脳に良いと信じられている。ナクチポックムは、蒸しご飯やモヤシの上に乗せ、胡麻を振りかけて提供されることが一般的である。貝の汁物（ジョゲタン）や他の辛みがなく濃厚なスープがほぼ必ずナクチポックムと一緒に供される。他にも、軽く漬けた大根やキュウリなどの副菜が一般的に提供される。

## ソウル式と釜山式の地域差
釜山のナクチポックムはタコやエビ、ホルモンなどがスープで煮込まれた鍋料理であり、味付けも辛さが控えめであるなど、タコの炒め物であるソウルのものとは異なる。発祥は1960年代前半で、釜山市凡一洞の自由市場あった朝鮮紡績社の社長であったチェ・ジョンチュンが、ソウル式のナクチポックムにニンニク等の薬味を加え、鍋料理として売り出したことが始まりとされる。釜山式ナクチポックムは、〆にうどんや米を入れて食することもある。